# Jakob Pahr
Jakob Pahr, född cirka 1510, död 15 augusti 1575, var en tysk arkitekt.
Jakob Pahr blev 1547 byggmästare hos hertig Georg II av Brieg och ledde hos honom ombyggnaden av Piastenschloss där. Han fick senare under arbetet biträde av sina båda söner Johan Baptista och Franciscus. Två andra söner var Dominicus och Kristoffer Pahr.